# Passage Dareau
Pour les articles homonymes, voir Dareau.
Le passage Dareau est une voie située dans le quartier du Parc-de-Montsouris du 14e arrondissement de Paris, en France.

## Situation et accès
Le passage Dareau est desservi par la ligne 6 à la station Saint-Jacques.

## Origine du nom
Elle porte le nom du maire de Montrouge de 1852 à 1858, Alexandre Dareau, en raison de sa proximité avec la rue éponyme.

## Historique
Ancien « passage des Jardins » du Petit-Montrouge, territoire de la commune de Montrouge. Il est intégré en 1863 à la ville de Paris et prend le nom de « passage Dareau » par arrêté du 1er février 1877.